# Guerra de formatos

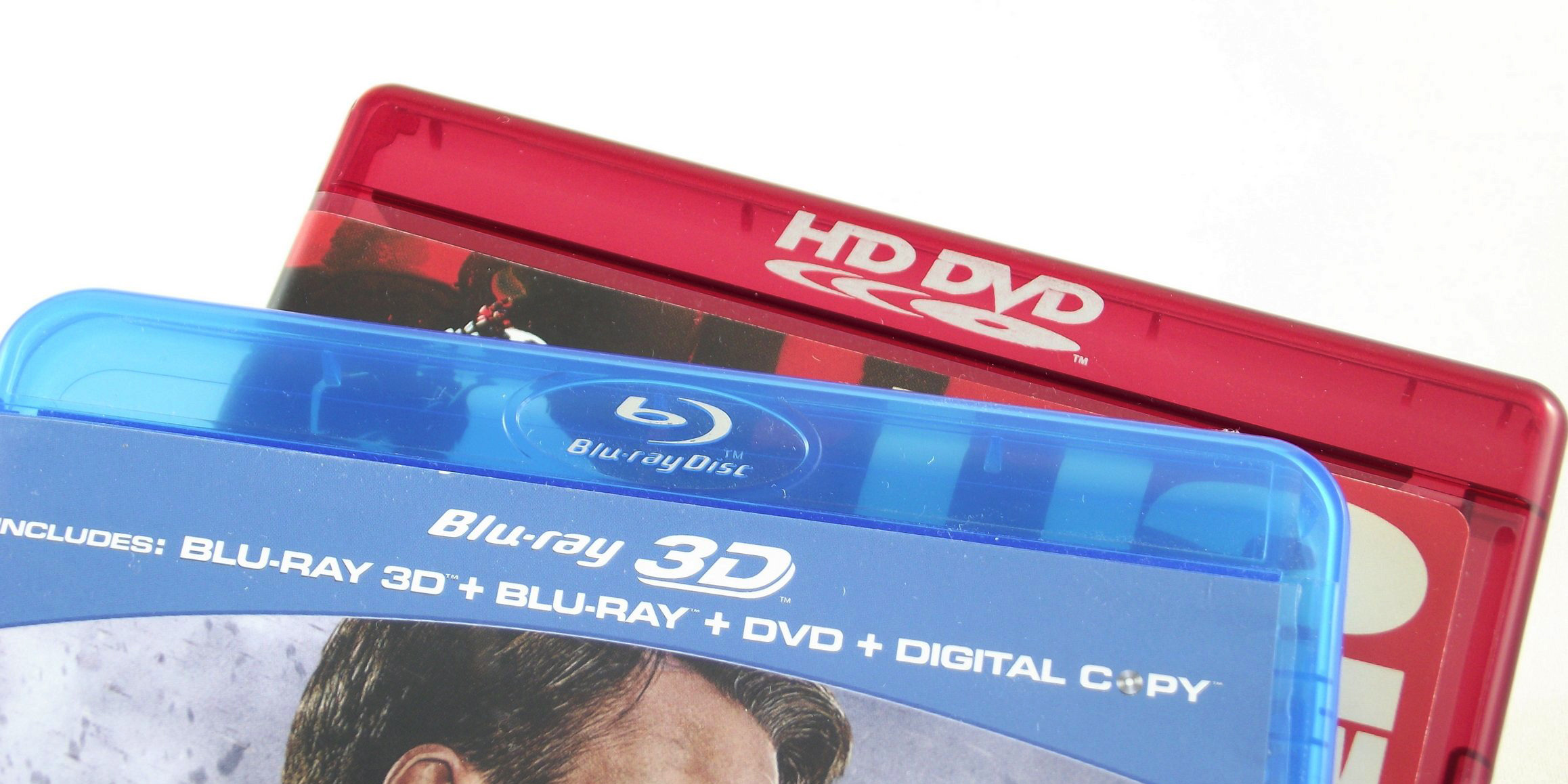
Embalagens de discos dos formatos HD DVD e Blu-ray.

A guerra de formatos descreve a situação onde duas ou mais tecnologias disputam um determinado mercado a espera de uma padronização.

## História
Exemplos de guerra de formatos incluem as diferentes larguras da bitola dos trêns e a disputa entre a corrente contínua e a corrente alternada no século XIX, a disputa entre cilíndros fonográficos e discos fonográficos no início do século XX, os formatos de televisão em cores NTSC e PAL na década de 1950, os formatos Compact Cassete e DC-International na década de 1960, a disputa pelo formato do videocassete, entre a Betamax e a VHS na década de 1970, os formatos de fita de vídeo compactas VHS-C e Video8 na década de 1980, os formatos de cartões de memória SD Card e Memory Stick na década de 1990, na década de 2000 os formatos de disco Blu-ray e HD DVD, na década de 2010 os formatos de internet 4G WiMAX e LTE Advanced.